# Cimetière américain de Margraten
Le cimetière américain de Margraten ou cimetière américain des Pays-Bas (en anglais Netherlands American Cemetery) est un cimetière militaire américain de la Seconde Guerre mondiale situé à Margraten, à 10 kilomètres de Maastricht (Pays-Bas). 8 301 soldats américains tombés pendant la libération de la Belgique et des Pays-Bas y reposent.

## Présentation

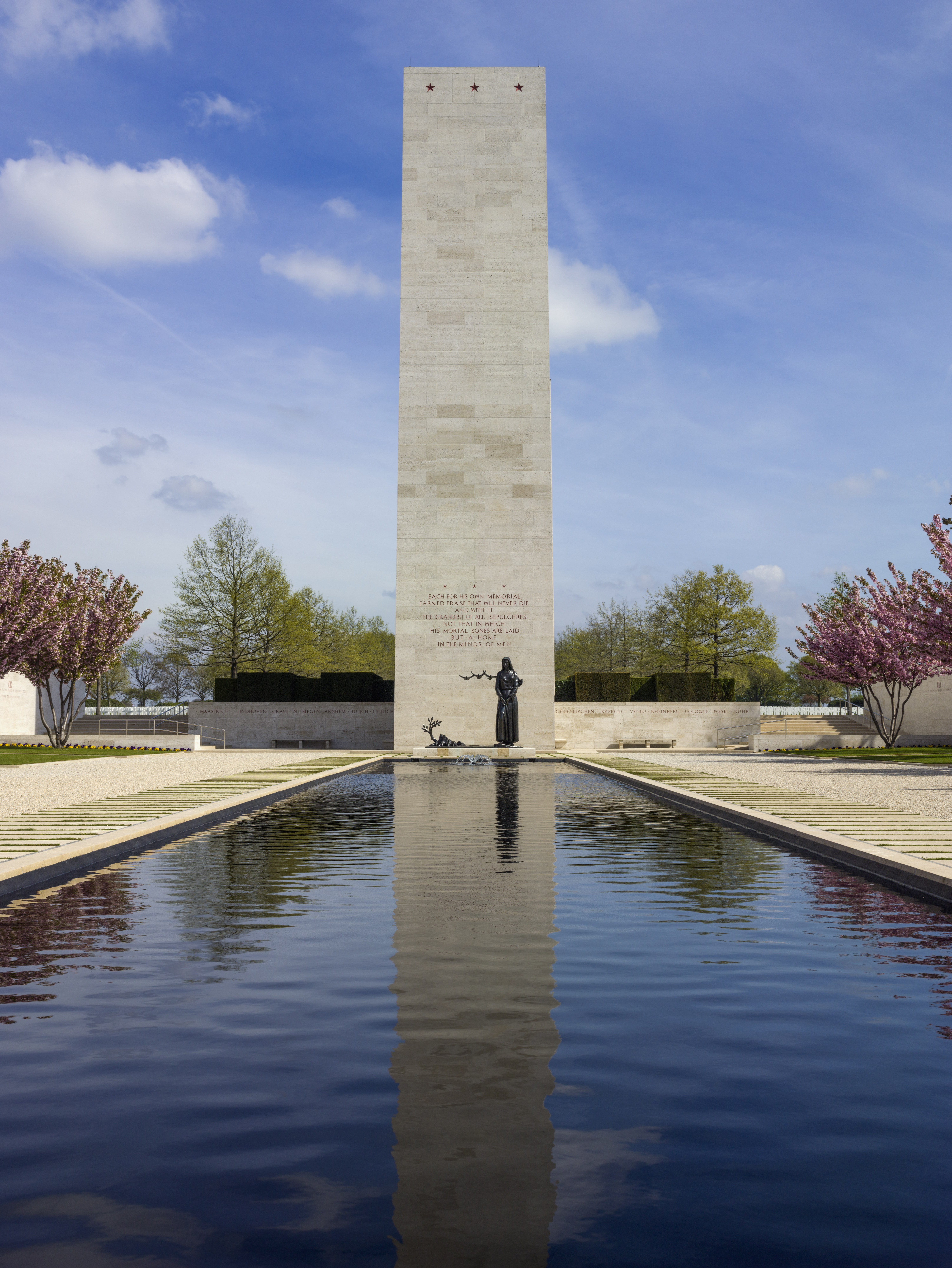
Mémorial du cimetière.

D'une superficie de 26,5 hectares, il est géré par l'American Battle Monuments Commission. Chaque année, le 28 mai, une cérémonie s'y tient afin de commémorer les morts. En 2005, le président américain George W. Bush a assisté à la réunion solennelle. C'est la première fois qu'un président américain visite le cimetière, prononçant le discours suivant :

« En ce matin paisible de mai, nous commémorons une grande victoire pour la liberté, et les milliers de stèles et d'étoiles de David en marbre blanc soulignent le prix terrible que nous avons payé pour cette victoire. Pour les Américains qui reposent ici, le sol néerlandais offre une maison raccord. C'est à partir d'un port néerlandais que beaucoup de nos Pères Pèlerins ont pour la première fois embarqué pour l'Amérique. Les Néerlandais ont été les premiers à avoir reconnu l'indépendance des États-Unis d'Amérique. Et quand les soldats américains sont retournés sur ce continent [L'Europe] se battre pour la liberté, ils étaient dirigés par un président (Roosevelt) qui doit son nom de famille à ce grand pays [les Pays-Bas]. »